# Alstom Transport Deutschland
A Alstom Transport Deutschland é uma empresa alemã de manufatura industrial pesada, sucursal da Alstom. Entre 1958 e 1989 era designada por Linke-Hofmann-Busch GmbH; nesta época, entre 1959 e 1975, forneceu a primeira série de material circulante do Metropolitano de Lisboa, o ML7.